# Runzelblättriger Schneeball

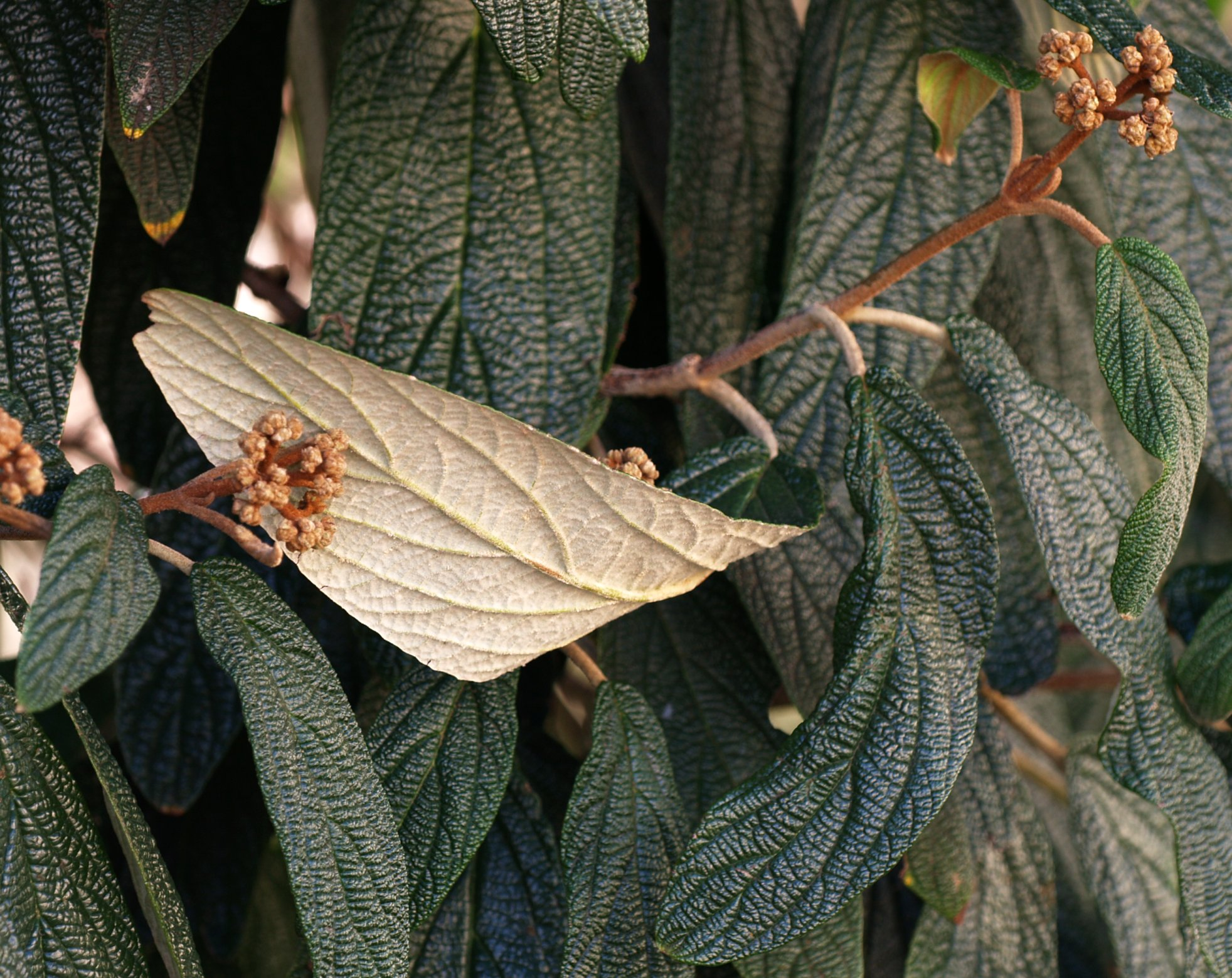
Blätter

Der Runzelblättrige Schneeball (Viburnum rhytidophyllum), Runzeliger Schneeball, Runzelblatt-Schneeball, Immergrüner Schneeball, Zungen-Schneeball, Immergrüner Chinesischer Schneeball, Immergrüner Großblatt-Schneeball oder Immergrüner Zungen-Schneeball genannt, ist eine Pflanzenart, die zur Gattung Schneeball (Viburnum) innerhalb der Familie Moschuskrautgewächse (Adoxaceae) gehört. Ihre Heimat liegt in China. Sie wird als Ziergehölz in Parks und Gärten verwendet.

## Beschreibung

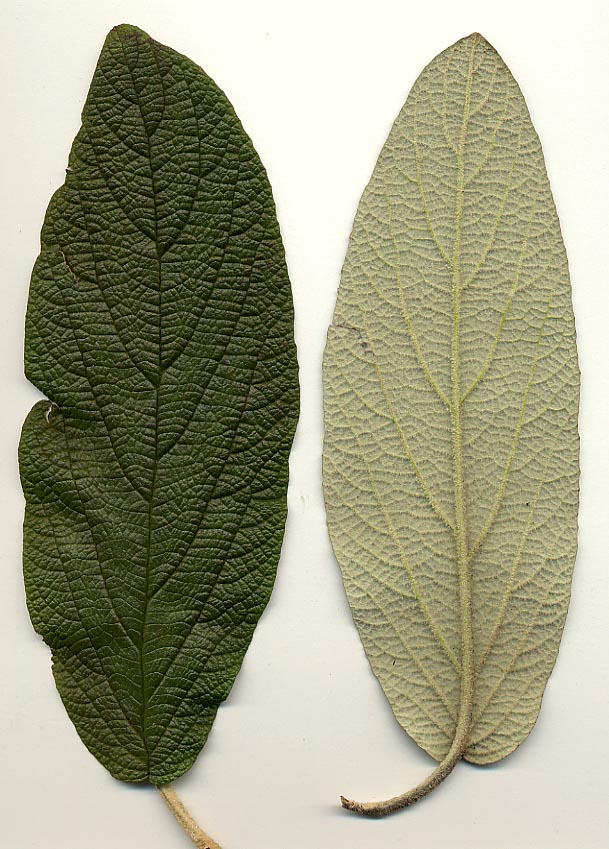
Blattoberseite und -unterseite

### Erscheinungsbild und Blatt
Viburnum rhytidophyllum wächst als immergrüner Strauch oder kleiner Baum, der Wuchshöhen von bis zu 4 Meter erreicht. Die Borke ist grau-bräunlich. Die Zweige besitzen eine Rinde, die im ersten Jahr dicht wollig mit gelb-weißlichen, gelb-bräunlichen oder rot-bräunlichen Sternhaaren (Trichomen) bedeckt ist, später ist sie kahl und besitzt verstreut kleine gerundete Lentizellen. Die Winterknospen sind wollig mit gelb-bräunlichenen oder rot-bräunlichen Sternhaaren bedeckt.
Die immer gegenständig an den Zweigen angeordneten Laubblätter sind in Blattstiel und -spreite gegliedert. Der robuste, grüne, meist 1,5 bis 3 (bis 4) cm lange Blattstiel ist dicht wollig mit gelb-weißlichen, gelb-bräunlichen oder rot-bräunlichen Sternhaaren bedeckt. Die einfache, ledrige Blattspreite ist bei einer Länge von meist 8 bis 18 (bis 25) cm und einer Breite von (1,5 bis) meist 2,5 bis 8 cm eiförmig-länglich bis eiförmig-lanzettlich, selten lanzettlich mit gerundeter bis leicht herzförmiger Spreitenbasis und leicht spitzem bis stumpfem oberen Ende. Der Blattrand ist ganz oder undeutlich gezähnt. Die Blattflächen sind anfangs gelb-weißlich, gelb-bräunlich oder rot-bräunlich und die Blattoberseite wird intensiv grün. Die Blattunterseite ist stark runzelig und deutlich netzartig. Die glänzende Blattoberseite ist nur anfangs spärlich flaumig mit Sternhaaren bedeckt und verkahlt. Der Mittelnerv und die Seitennerven sind an der Blattunterseite erhaben. Es liegt Fiedernervatur vor mit sechs bis acht, selten bis zu zwölf Seitennerven. Es sind keine Nebenblätter vorhanden.

### Blütenstand und Blüte

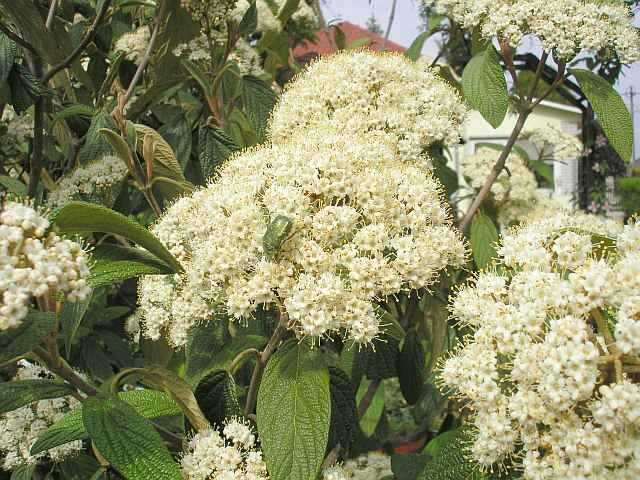
Verzweigte Blütenstände mit vielen kleinen Blüten

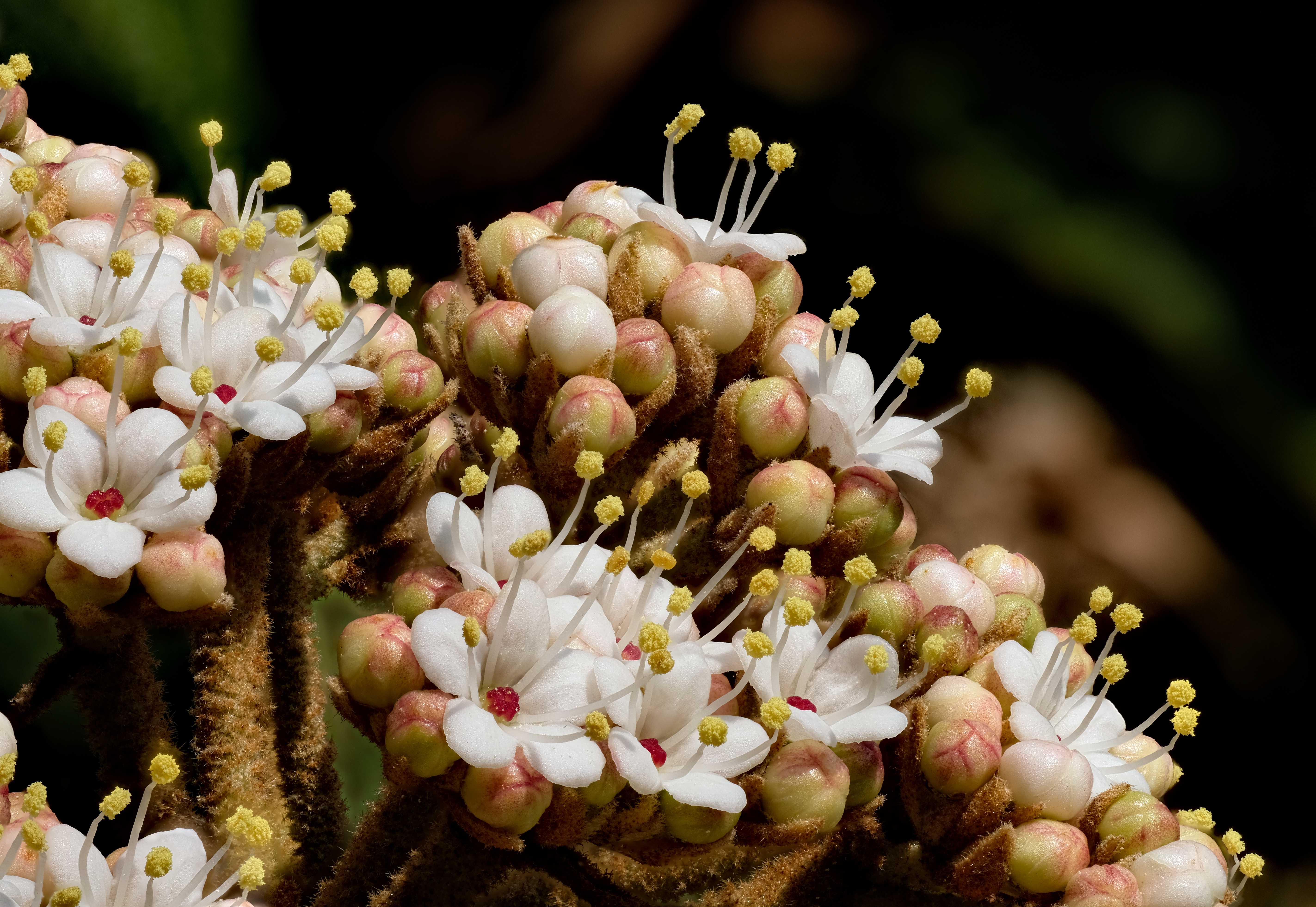
Blüten in Nahaufnahme

Die Blütezeit beginnt nach der Bildung der neuen Blätter und reicht von April bis Mai. Der kräftige Blütenstandsschaft weist eine Länge von meist 1,5 bis 4 (bis 7) cm auf. Der endständige, doldenähnliche, verzweigte, zymöse Blütenstand besitzt einen Durchmesser von 7 bis 12 cm und enthält viele Blüten. Die primäre Verzweigung des Blütenstandes besitzt meist sieben Strahlen, die dicht wollig mit gelb-weißlichen, gelb-bräunlichen oder rot-bräunlichen Sternhaaren bedeckt sind. Die hinfälligen Tragblätter sind laubblattähnlich, grün, lineal bis lineal-lanzettlich und flaumig mit Sternhaaren bedeckt. Die Deckblätter sind lineal. Die fast ungestielten bis kurz gestielten Blüten befinden sich an den Strahlen dritter Ordnung.
Die relativ kleinen, zwittrigen Blüten sind radiärsymmetrisch und fünfzählig mit doppelter Blütenhülle. Die fünf grünen, 2 bis 3 mm langen Kelchblätter sind röhrig-glockenförmig verwachsen und sind mit gelb-weißlichen Sternhaaren wollig bedeckt. Die fünf Kelchzähne sind bei einer Länge von nur 0,5 bis 1 mm dreieckig-eiförmig mit stumpfem oberen Ende, das etwas bewimpert ist, und besitzen nur spärlich flaumige Sternhaare. Die fünf fast kahlen Kronblätter sind zu einer 3 bis 4 mm langen Kronröhre verwachsen. Die fünf bei einer Länge von 2 bis 3 mm kreisförmig-eiförmigen Kronlappen mit gerundeter Spitze und glattem Rand sind zu einer Krone mit einem Durchmesser von 5 bis 7 mm ausgebreitet. Die Farbe der Kronblätter ist überwiegend weiß, aber im knospigen Zustand und außen sind sie rosafarben. Es ist nur ein Kreis mit fünf fertilen Staubblättern vorhanden; sie überragen die Kronröhre. Die nahe der Basis der Kronröhre inserierten Staubfäden weisen eine Länge von etwa 6 mm auf. Die gelben Staubbeutel sind bei einer Länge von etwa 1 mm breit elliptisch. Der kurze Griffel überragt etwa die Kelchzähne und endet in einer dreiteiligen Narbe.

### Frucht und Samen

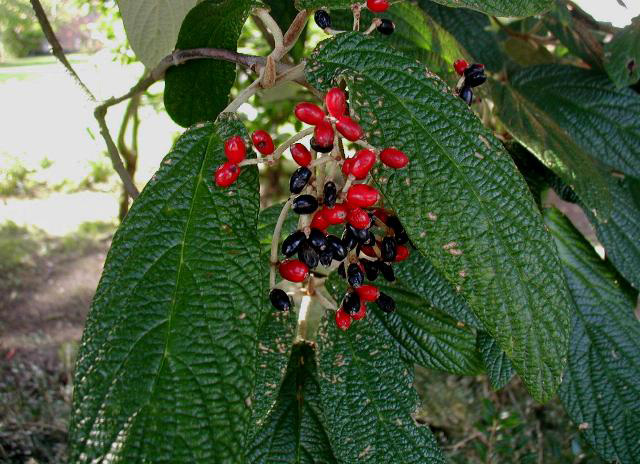
Fruchtstand mit Steinfrüchten in unterschiedlichen Reifestadien

Die Früchte reifen zwischen September und Oktober und werden anfangs rot, bis zur Reife färben sie sich schwarz. Die einsamige Steinfrucht ist bei einer Länge von 6 bis 8 mm breit elliptisch mit gerundeter Basis und Spitze; sie ist kahl oder spärlich flaumig mit Sternhaaren bedeckt. Die bei einer Länge von 6 bis 7 mm und einer Breite von 4 bis 5 mm breit elliptischen Samen besitzen am Rücken zwei und Bauch drei Furchen sowie ein gerundetes oberes Ende.

### Chromosomenzahl
Die Chromosomenzahl beträgt 2n = 18.

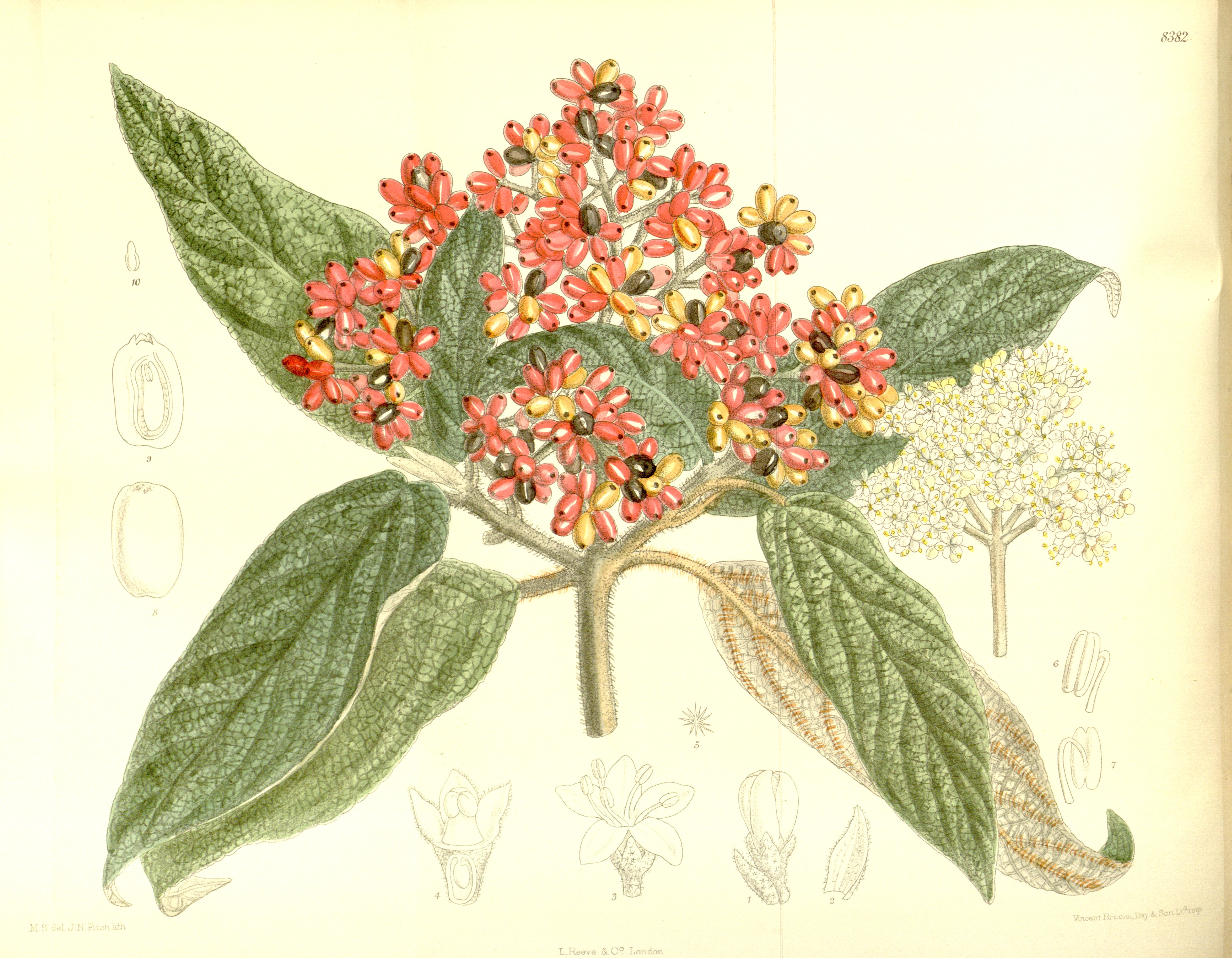
Illustration

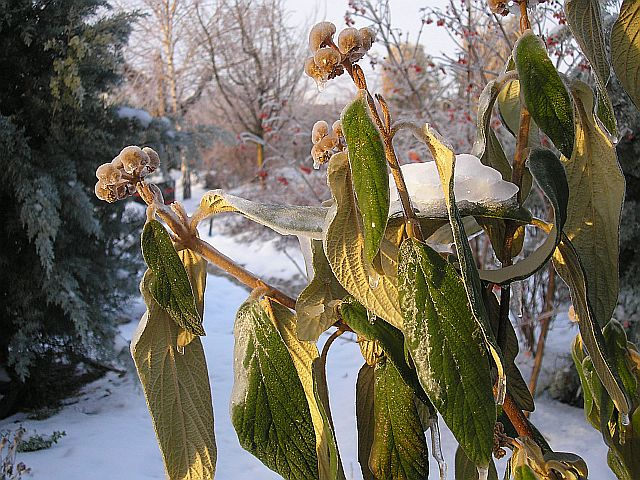
Blattstellung während Frostperioden

## Vorkommen
Viburnum rhytidophyllum gedeiht natürlich in Wäldern und Gebüschen in Höhenlagen zwischen 700 und 2400 Metern nur in einigen chinesischen Provinzen: in Guizhou, im westlichen Hubei, sowie im südlichen Shaanxi und Sichuan.
Der Runzelblättrige Schneeball breitet sich in den letzten Jahren in Siedlungsnähe immer mehr aus und kann dort einheimische Arten verdrängen; die feinen Haare seiner Zweige können sehr lästig werden.

## Systematik
Die Erstbeschreibung von Viburnum rhytidophyllum erfolgte 1888 durch William Botting Hemsley in Francis Blackwell Forbes & William Botting Hemsley: Journal of the Linnean Society, Botany, Volume 23 (156), S. 355. Ein Synonym für Viburnum rhytidophyllum Hemsl. (manchmal Viburnum rhytidophyllum Hemsl. ex Forb. et Hemsl.) ist Callicarpa vastifolia Diels.
Es sind zwei Formen der Art Viburnum rhytidophyllum bekannt:
- Viburnum rhytidophyllum forma aureovariegatum Boom
- Viburnum rhytidophyllum forma roseum Rehder